# Средњошколски центар Приједор
Средњошколски центар Приједор је јавна средњошколска установа у општини Приједор. Налази се у улици Николе Пашића 4, у Приједору.

## Историјат
Основан је 1972. године под називом Мешовита школа, у саставу Техничког школског центра ради до 1. септембра 1977. године. Под новим именом Школа мешовитих струка ради 2. септембра 1977—7. октобра 1984. као организација удруженог рада у саставу Техничког школског центра. Од 8. октобра 1984. године школа функционише као организација удруженог рада Хемијско технолошке и грађевинске школе и Дрвопрерађивачке школе у саставу Центра за усмерено образовање и васпитање „Есад Миџић”. Регистровани су 1. маја 1991. године као Хемијско технолошка и грађевинска школа и под тим називом ради до 20. јула 1997. године. Од 21. јула раде под називом Медицинско технолошка и грађевинска школа, а од 1. септембра 2015. као Средњошколски центар Приједор.
Школа поседује четрнаест учионица, амфитеатар, фризерски салон где се изводи практична настава и пет кабинета: хемијски, информатички, зубно–стоматолошки, кабинет за медицинске лаборанте и за здравствену негу. Садржи смерове Архитектонски техничар, Медицинска сестра — техничар, Физиотерапеутски техничар, Фармацеутски техничар, Зубно стоматолошки техничар, Гинеколошко — акушерска сестра, Грађевински техничар, Геодетски техничар, Графички техничар, Хемијски техничар, Лабораторијско — санитарни техничар, Фризер и Козметичарски техничар. Практична настава за ученике медицинске струке се изводи у болници „Младен Стојановић”. Ученици похађају поред редовне наставе рукометну секцију, комуниколошку, литерарну, одбојкашку, кошаркашку, новинарску секцију и прву помоћ.